# Бар, Ирис
Ирис Бар (англ. Iris Bahr, род. 1 января 1977, Бронкс, Нью-Йорк) — американо-израильская актриса, режиссёр и драматург.
Среди её актёрских работ — роли в телесериалах «Друзья», «Умерьте свой пыл», «Король Квинса» и кинокомедии «Ларри-кабельщик: санинспектор». Автор биографической книги «Dork Whore» опубликованной в издательстве «Bloomsbury».
В конце 2006 поставила в Нью-Йорке моноспектакль «Хватит» о жизни в Тель-Авиве под страхом террористических атак.

## Фильмография
Автор и сценарист:
- 2010 — Светлана

Роли в фильмах и сериалах:
- 1993—2003 — Коломбо
- 1995—2001 — Звёздный путь: Вояджер
- 1998—2007 — Король Квинса
- 2000—2006 — Сильное лекарство
- 2000 — Умерьте свой пыл
- 2001—2003 — Агентство
- 2003 — Коломбо: Нравится ночная жизнь
- 2003 — Друзья
- 2003 — Прочная сеть
- 2003 — Любовь на шестерых
- 2004 — Exit 8A
- 2005—2006 — Последний рубеж
- 2005—2006 — Главнокомандующий
- 2006 — Санинспектор
- 2006 — Плёнки из Пукипси
- 2009 — Кукольный дом
- 2010 — Светлана — Светлана Максимовская
- 2010 — Игра без правил
- 2010 — Последнее изгнание дьявола
- 2010 — Орлиное сердце